# Louie Giglio
Pour les articles homonymes, voir Louie et Giglio.
Louie Giglio (né en 1958) est un pasteur chrétien baptiste américain ; il officie à la Passion City Church à Atlanta (Géorgie). Il est le fondateur de Passion Conferences pour les étudiants. Il a aussi fondée le label discographique "Sixsteps Records". 

## Biographie
Giglio est né en 1958 et a grandi dans un foyer chrétien à Atlanta (Géorgie). Il a étudié à la Georgia State University et a obtenu un Bachelor of Arts, puis il a étudié en théologie au Southwestern Baptist Theological Seminary et a obtenu un Master ,.

### Ministère
En 1985, Giglio et sa femme Shelley ont fondé "Choice Ministries" à l'Université Baylor.  
En  janvier 1997, il a fondé Passion Conferences, une conférence pour les jeunes étudiants,.
En 2000, il a fondé le label discographique Sixsteps Records.

## Livres traduits en français
Deux de ses livres ont été traduits en français :
- Ma petite place dans la Grande Histoire, 2008, Editions Première Partie
- L'Adoration, une aspiration des profondeurs, 2008, Editions Première Partie